# Chemical Abstracts Service
Der Chemical Abstracts Service (CAS) ist eine 1907 gegründete Unterabteilung der American Chemical Society mit Sitz in Columbus, Ohio. Sein Publikationsorgan Chemical Abstracts (CA) hat zum Ziel, weltweit sämtliche Chemie-relevanten Veröffentlichungen zu indizieren und zusammenzufassen, für die Chemical Abstracts werden rund 10.000 Zeitschriften (Stand 2010), Bücher in etwa 50 Sprachen, Dissertationen, Tagungsberichte und Patente von 27 Landesorganisationen und zwei internationalen Organisationen ausgewertet. Die von CAS angebotenen Dienstleistungen und Produkte sind überwiegend kommerziell und kostenpflichtig. Von Bedeutung für den recherchierenden Zugang zu den CAS- (und weiteren) Fach- und Patentdatenbanken ist STN (The Scientific & Technical Information Network).

## Datenbanken
| Zeitpunkt                                                            | Anzahl registrierter Verbindungen Anm. | Quelle |
| -------------------------------------------------------------------- | -------------------------------------- | ------ |
| 1990                                                                 | 10 Millionen                           | [ 1 ]  |
| 2000                                                                 | 22 Millionen                           | [ 1 ]  |
| 21. November 2008                                                    | 40 Millionen                           | [ 2 ]  |
| 7. September 2009                                                    | 50 Millionen                           | [ 3 ]  |
| 24. Mai 2011                                                         | 60 Millionen                           | [ 4 ]  |
| 6. Dezember 2012                                                     | 70 Millionen                           | [ 5 ]  |
| 29. Juni 2015                                                        | 100 Millionen                          | [ 6 ]  |
| Dezember 2017                                                        | > 135 Millionen                        | [ 7 ]  |
| März 2021                                                            | 183 Millionen                          | [ 8 ]  |
| Mai 2024                                                             | 219 Millionen                          | [ 9 ]  |
| Anm. Organische und anorganische Verbindungen, ohne Proteinsequenzen |                                        |        |

Der CAS ist am bekanntesten für seine großen Datenbanken.
- Für chemischen Verbindungen das CAS-Registry[10] das einen eindeutigen Schlüssel, die CAS Registry Number, auf Deutsch meist CAS-Nummer genannt vergibt. 2021 wurden rund 185 Millionen registrierte organische und anorganische Substanzen erreicht.[10]
- CAS-Reactions
- CAS References
- CAS Patents
- CAS Commercial Sources
- CAS Common Chemistry, in der rund 500.000 Verbindungen kostenfrei gesucht werden können, allerdings mit stark eingeschränkter Größe des angezeigten Datensatzes.[11]

- CASSI (CAS Source Index) reguliert, wie Zeitschriftentitel für die Nennung in Literaturnachweisen abgekürzt werden.[12] Das ‚CASSI Search Tool‘ automatisiert den Vorgang in beide Richtungen.[12] Aus einer Abkürzung kann der Fachzeitschriftentitel erzeugt werden und umgekehrt.[12] Außerdem kann über das Formular zu CODEN, ISBN u. ISSN der entsprechende Zeitschriften-/Buchtitel gefunden werden.

Da nichtenglische Artikel ins Englische indexiert werden, kann es je nach Sprache und Transkriptionssystem zu Problemen mit der Rückführbarkeit, speziell bei Personennamen kommen. Dies Problem tritt speziell bei Titeln aus asiatischen und afrikanischen Sprachen auf, die in ungängigen Sprachen oder Schriften verfasst sind.

## Software
CAS gibt das kommerzielle Computerprogramm SciFinder zum Durchsuchen der Datenbanken heraus. Der SciFinder Scholar ist eine in den Suchmöglichkeiten eingeschränkte Version, die häufig an Universitäten eingesetzt wird. Beide bieten eine graphische Benutzeroberfläche, die es ermöglicht, nach chemischen Strukturen zu suchen.